# Pagnacco
Pagnacco (im furlanischen Dialekt: Pagnà) ist eine nordostitalienische Gemeinde (comune) mit 5080 Einwohnern (Stand 31. Dezember 2023) in der Region Friaul-Julisch Venetien. Die Gemeinde liegt etwa 7 Kilometer nordwestlich von Udine.

## Verkehr
Durch die Gemeinde führt die Autostrada A23 von südlich Udine zur österreichischen Grenze.

## Gemeindepartnerschaften
Pagnacco unterhält eine Partnerschaft mit der ungarischen Stadt Celldömölk im Komitat Vas.